# チェンマイ国際園芸博覧会

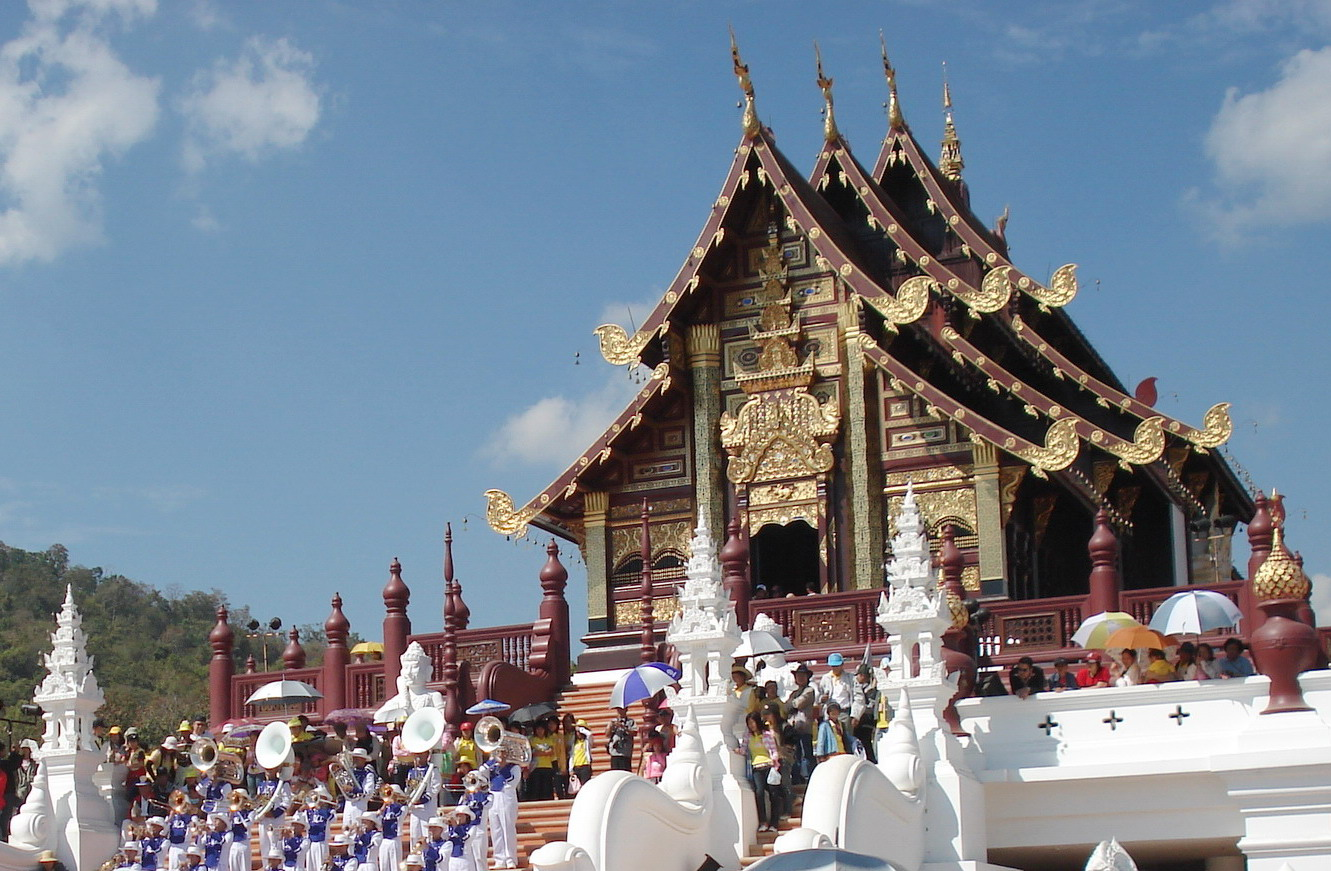
王室パビリオン

チェンマイ国際園芸博覧会（チェンマイこくさいえんげいはくらんかい, Royal Flora Ratchaphruek 2006）は、2006年11月1日から2007年1月31日までタイ王国のチエンマイで開催された国際園芸博覧会であり、博覧会国際事務局から認定された国際博覧会（認定博）である。30ヶ国が参加し、会期中384万人が来場した。